# 八莫縣
八莫縣為緬甸克欽邦下轄的一個縣，其區域面積為10,825.0平方公里，2014年人口346,520人。八莫為該縣首府。

## 地理
八莫县北接密支那县和莫宁县，西接实皆省杰沙县，南接掸邦孟密县和木姐县，东接中国德宏州。

## 行政区划
八莫縣下辖4个镇区：
- 八莫镇区（Bhamo Township）
- 曼西镇区（Mansi Township）
- 抹冒镇区（Momauk Township）
- 瑞古镇区（Shwegu Township）